# Trjochgornyj
Trjochgornyj (rusky Трёхгорный) je uzavřené město v Čeljabinské oblasti Ruské federace v podhůří Uralu, středisko jaderného výzkumu. Žije zde přibližně 32 tisíc obyvatel. Status města i jméno obdržel Trjochgornyj v roce 1993, do té doby sídlo neslo označení Zlatoust-20 (1955–1959), Zlatoust-36 (1967–1993). Město a celá uzavřená oblast je pod přímou správou Federální agentury pro atomovou energii Rosatom.

## Geografie
Město leží 100 km od Zlatoustu, v sousedství Jurjuzaně, na řece Jurjuzaň.